# Casina di Pio IV
La casina di Pio IV, nota anche come casino o villa Pia, è un edificio che si erge all'interno dei giardini Vaticani della Città del Vaticano. È sede della Pontificia Accademia delle Scienze e della Pontificia Accademia delle Scienze Sociali.

## Storia e descrizione

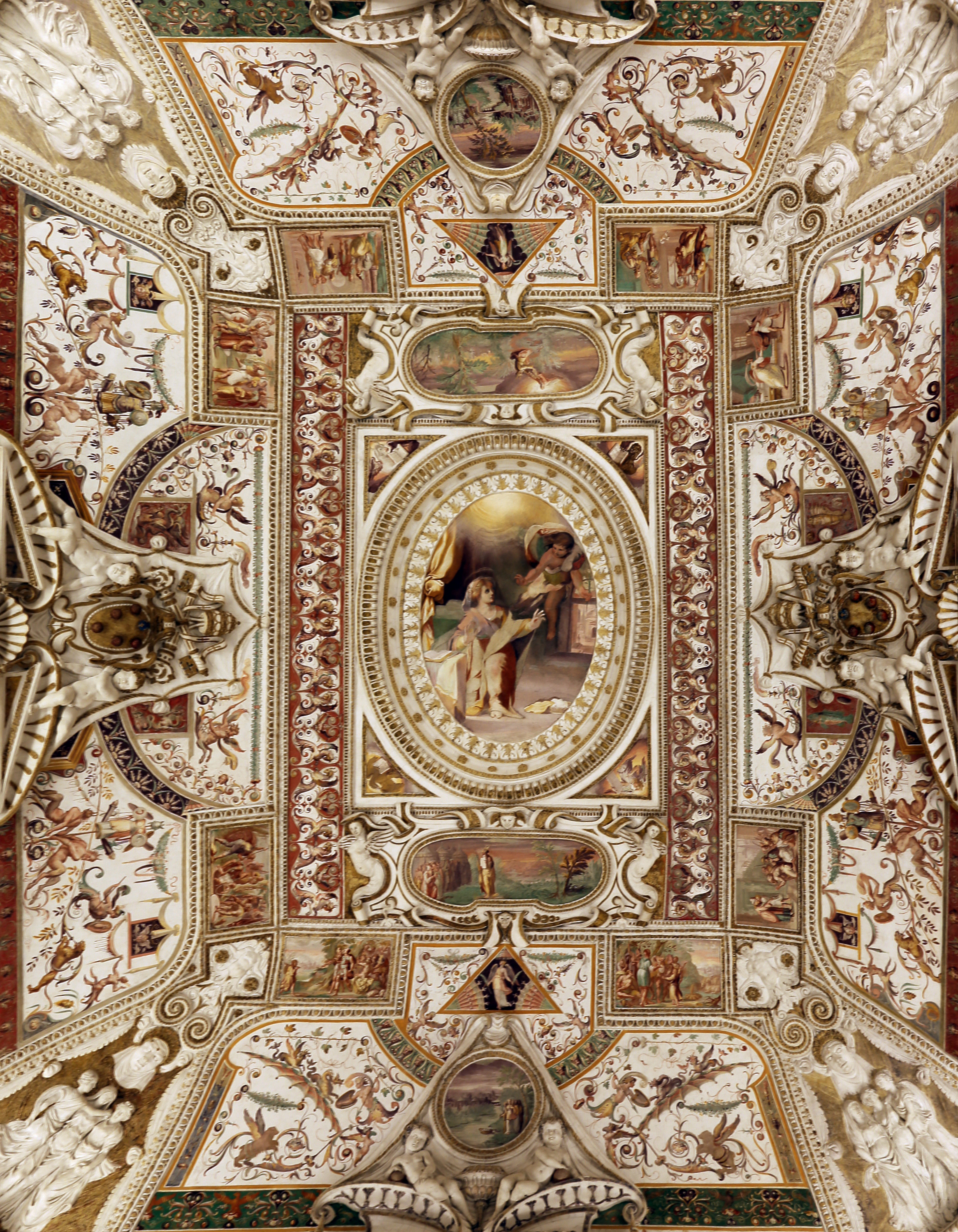
Uno dei soffitti affrescati da Federico Barocci e aiuti

La Casina fu costruita nel 1558 per papa Paolo IV, su progetto di Pirro Ligorio coadiuvato da Giovanni Sallustio Peruzzi (figlio del più noto Baldassarre). Alla morte del pontefice, l'edificio fu portato a termine nel 1561 sotto Pio IV, che ne fece un ambiente di ricreazione e rappresentanza.
Per questo, l'architetto dovette tener conto dei molteplici caratteri della palazzina, che avrebbe dovuto conciliare gli aspetti bucolici del luogo al rigore consono al ruolo del pontefice. Il risultato fu un edificio di gusto manierista, estremamente decorato mediante statue moderne e antiche, sculture e pitture.

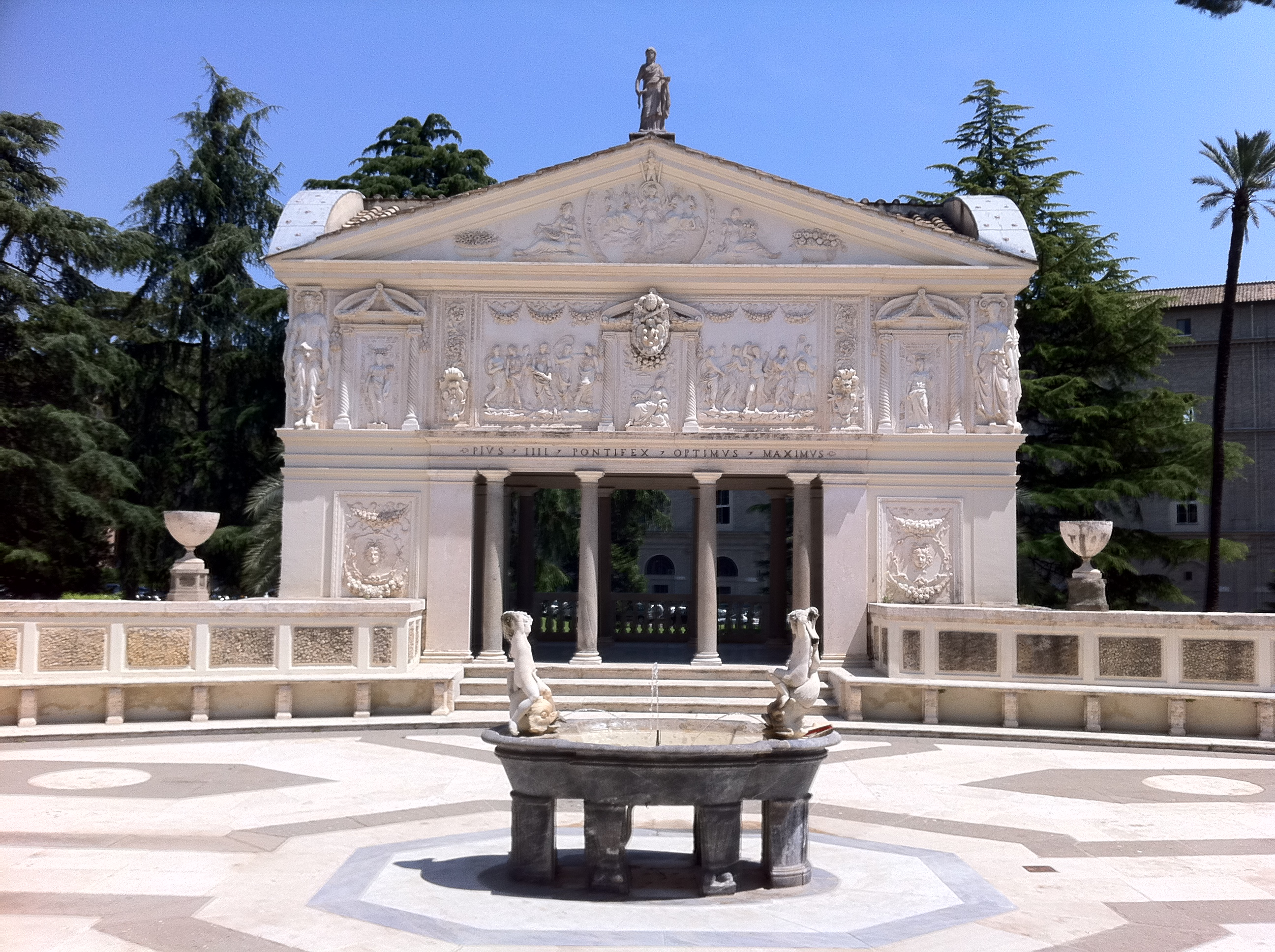
Il cortile della Casina Pio IV, con l'edificio-ninfeo

È formato da due edifici anteposti e distinti, il primo dei quali, rivolto ai palazzi Vaticani, è una sorta di ninfeo fronteggiato da una fontana, ornato da mosaici e nicchie con statue e rilievi antichi, oltre che da una loggia dorica aperta nella parte superiore. L'edificio maggiore, raccordato all'altro da una piazzetta ovale, murata e decorata da una fontana, mosaici pavimentali e due padiglioncini laterali coi portali d'ingresso, presenta una facciata decorata da stucchi ornamentali e figurati tra il moderno e l'antico, secondo un gusto ripreso qualche tempo dopo dalla facciata interna di villa Medici. All'interno sono conservati affreschi di Federico Barocci, Santi di Tito, Federico Zuccari, Marco da Faenza e altri.